# Petr Šabaka
Petr Šabaka (* 1. srpna 1978 Hradec Králové) je český duchovní a vojenský kaplan.

## Život
Studoval na královéhradeckém biskupském gymnáziu a v té době, jak sám uvádí, uvěřil v Boha. Ve studiích dále pokračoval na Teologickém konviktu v Litoměřicích, odkud po roce přešel na dvouleté období do pražského Arcibiskupského semináře. Základní vojenskou službu absolvoval v Žatci. Následně odešel na Papežskou lateránskou univerzitu do Vatikánu. Po jejím dokončení byl roku 2004 vysvěcen na jáhna a v následujícím roce na kněze.
Dva roky pobýval ve farnosti v Jičíně, od poloviny roku 2007 duchovně působil na Vojenské střední škole v Moravské Třebové. Vedle této péče o budoucí profesionální vojáky české armády se také podílel na přípravě společenských akcí, z nichž některé sám zorganizoval. Po šesti letech (2013) byl převelen do Liberce, kde slouží u 31. pluku radiační, chemické a biologické ochrany. S vojáky absolvoval misi do Afghánistánu, z níž pak vydal vzpomínkovou publikaci. Vedle toho vyšla také jeho publikace v upomínku deseti let od vysvěcení na kněze a dále Šabakova sbírka poezie.

## Dílo
- ŠABAKA, Petr. Jásot ze srdce tryskající. Ilustrace Ludmila Kadlecová. 1. vyd. Pardubice: Mlejnková, 2005. 44 s. ISBN 80-902317-6-4.
- ŠABAKA, Petr. Vítězství a prohry. 1. vyd. Svitavy: Trinitas, 2015. 76 s. ISBN 978-80-86885-36-0.
- ŠABAKA, Petr. Dopisy z Kábulu. Ilustrace Nikola Kalinová. 1. vyd. Svitavy; Praha: Trinitas; Křesťanská akademie, 2011. 83 s. (Vigilie; sv. 140). ISBN 978-80-86885-27-8.